# Asan (métro de Séoul)
Pour les articles homonymes, voir Asan.
Asan (hangeul : 아산 ; hanja : 牙山, sous nommée en anglais Sun Moon University) est une station de passage de la ligne 1 du métro de Séoul. Elle est située au 90 Hope-ro, dans le bourg Baebang-eup de la ville Asan-si, dans la province Chungcheongnam-do, au sud-ouest de la ville de Séoul en Corée du Sud.
La gare d'origine ouvre en 2007 et la station du métro en 2008. Elle est desservie par les rames de services omnibus et express de la ligne 1. Elle est en correspondance directe avec la gare d'Asan desservie par des trains voyageurs Korail, et la gare de Cheonan – Asan, de la LGV Séoul-Pusan, desservie par des trains voyageurs Korea Train Express (KTX).

## Situation sur le réseau

Plan du réseau (2023)

Établie en surface Asan est une station de passage de la ligne 1 du métro de Séoul : située entre la station Ssangyong en direction du terminus nord-est Yeoncheon'', et la station Tangjeong, en direction du terminus sud-ouest Sinchang.
Elle est également en correspondance directe avec la gare d'Asan établie au point kilométrique (pk) 4,5 de la ligne Janghang et elle est aussi en correspondance avec la gare de Cheonan – Asan, de la LGV Séoul-Pusan,.

## Histoire
Station de la ligne 1 du métro de Séoul, Asan est mise en service le 30 mars 2007,.

## Services aux voyageurs

### Accès et accueil
La station est établie au 90 Hope-ro, dans le bourg Baebang-eup. Elle partage le bâtiment avec la gare Korail, accessible par deux bouches situées de part et d'autre des voies. La station utilise les quais 1 et 4 et la gare les quais 2 et 3 équipés de portes palières.

### Desserte
Asan est desservie par les rames des services express et omnibus de la ligne 1 du métro de Séoul.

Installations
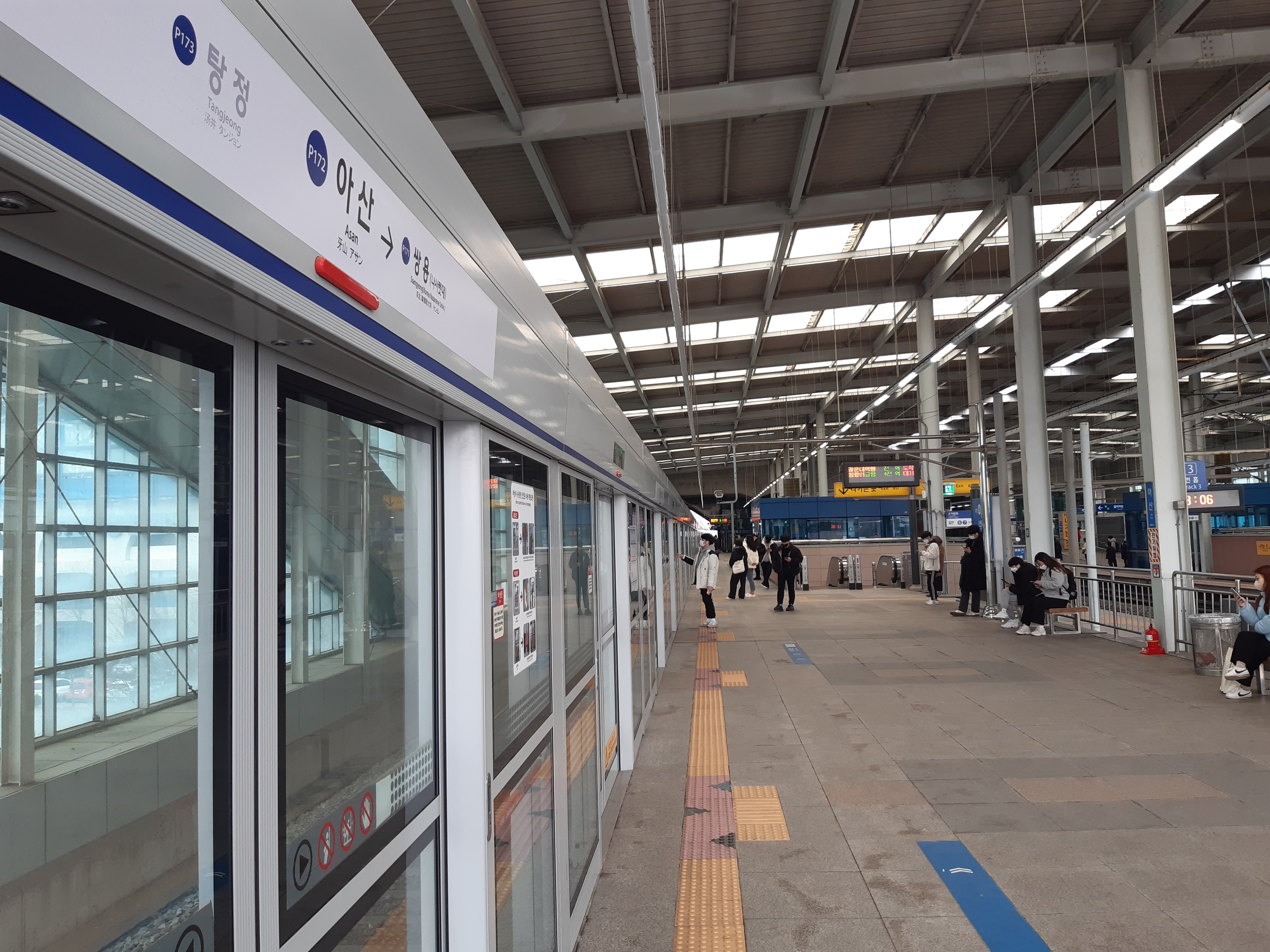
2021.
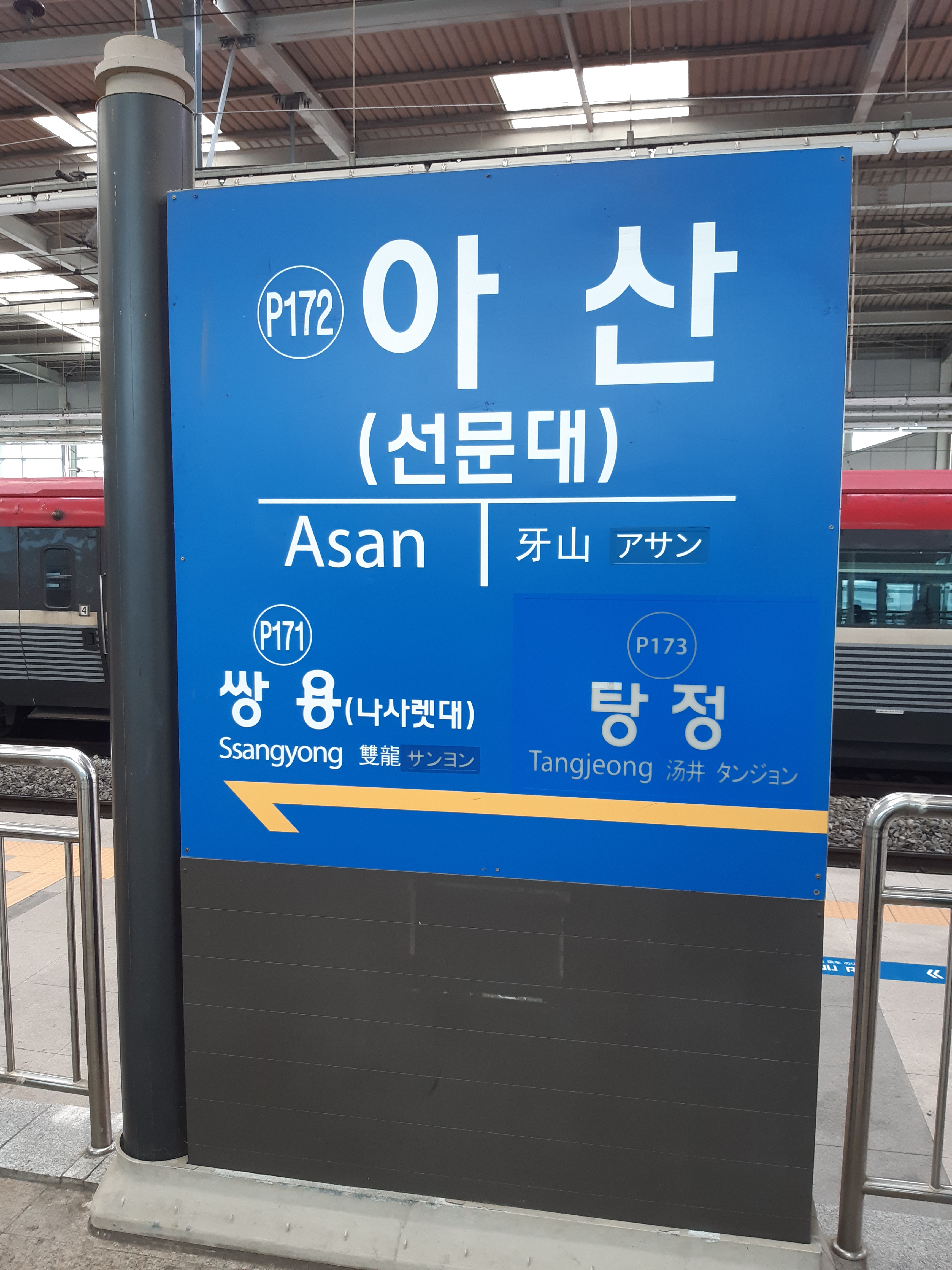
2021.
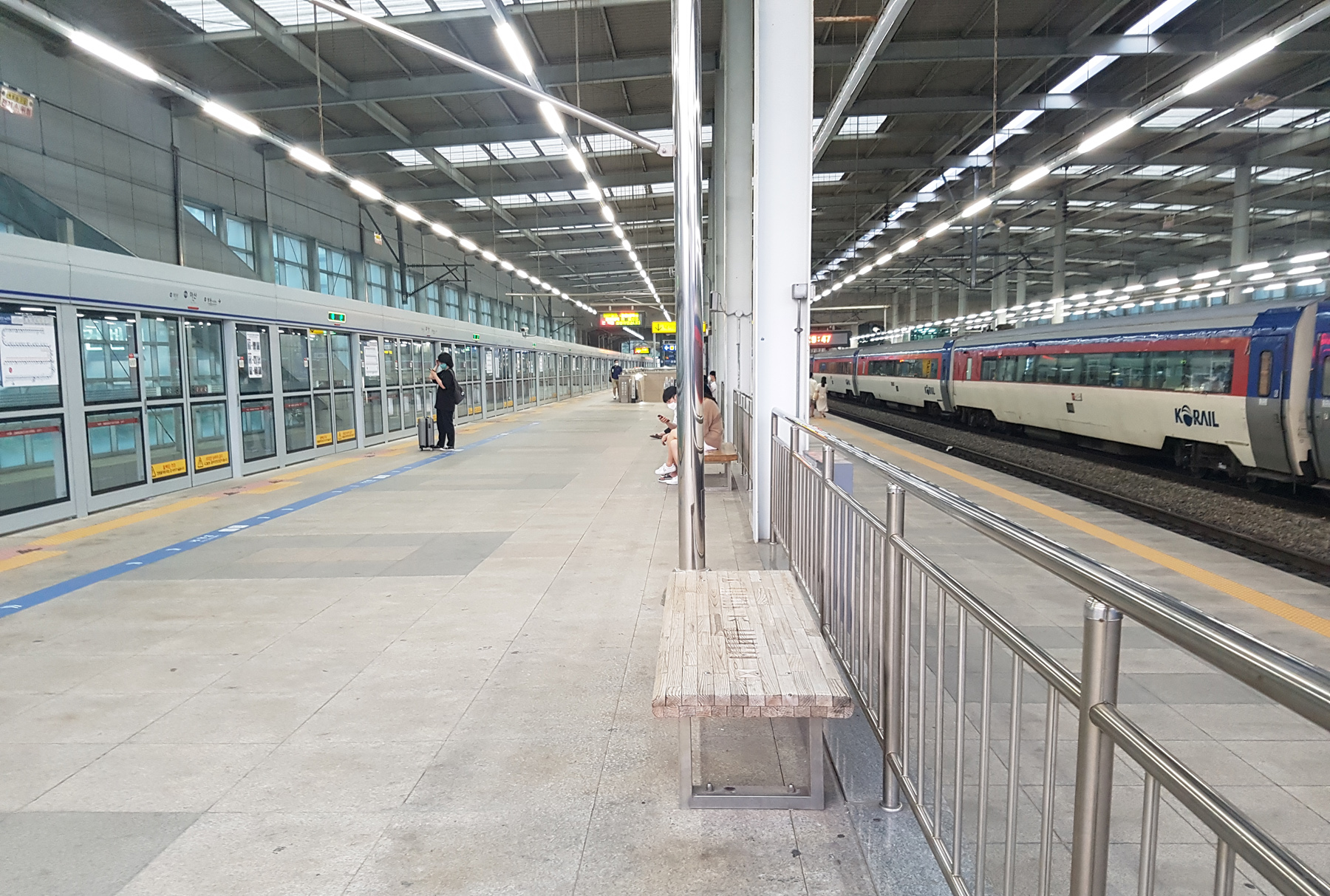
2020.

### Intermodalité
Elle est en correspondance directe avec la gare d'Asan de la ligne Janghang desservie par des trains Saemaeul et Mugunghwa. Elle est également en correspondance avec la gare de Cheonan – Asan desservie par des trains à grande vitesse KTX. Des arrêts de bus sont situées à proximité.